# Harpobittacus christine
Harpobittacus christine is een schorpioenvliegachtige uit de familie van de hangvliegen (Bittacidae). De wetenschappelijke naam van de soort is voor het eerst geldig gepubliceerd door Lambkin in 1994.
De soort komt voor in Australië.